# Praecardioida
Praecardioida is een uitgestorven orde van de tweekleppigen.

## Families
- Slavidae Kříž, 1982 †
- Cardiolidae Hoernes, 1884 †
- Praecardiidae Hoernes, 1884 †
- Buchiolidae Grimm, 1998 †